# 브로드웨이 케어스/에쿼티 파이츠 에이즈

브로드웨이 케어스/에쿼티 파이츠 에이즈(Broadway Cares/Equity Fights AIDS, BC/EFA)는 뉴욕시에 본사를 두고 미국 전역에서 AIDS 관련 운동을 위한 기금을 모으는 미국의 비영리 단체이다. 이는 HIV/AIDS 전염병에 대한 연극계의 대응이다. BC/EFA는 1988년 창립 이후 미국 연극계의 재능, 자원 및 관대함을 활용하여 AIDS, HIV 및 기타 심각한 질병을 앓고 있는 사람들에게 꼭 필요한 서비스를 위해 3억 달러 이상을 모금했다. 이 조직은 다음에게 연간 보조금을 수여한다. 푸에르토리코와 워싱턴 D.C.를 비롯한 50개 주 전체에 걸쳐 450개 이상의 AIDS 및 가족 서비스 조직을 보유하고 있으며 디 액터 펀드(The Actors Fund)의 사회 복지 프로그램에 대한 단일 최대 규모의 재정 후원자이다.

## 같이 보기
- 미국의 HIV/AIDS